# داگ بلگراد
داگ بلگراد (انگلیسی: Doug Belgrad) یک تهیه‌کننده فیلم و تلویزیون آمریکایی است. او قبلاً نزدیک به ۲۷ سال در سونی پیکچرز مدیر اجرایی بود و قبل از تأسیس 2.0 Entertainment، یک شرکت تولید فیلم و تلویزیون و تأمین مالی مشترک مستقر در سونی. او برای نظارت بر فیلم هایی مانند مردان سیاه پوش و پسران بد برای سونی پیکچرز شناخته شده است.
بلگراد در هایلند پارک، ایلینوی بزرگ شد.  پدرش صاحب یک تجارت تولید مبلمان بود که توسط پدربزرگش تأسیس شده بود. او در سال ۱۹۸۷ با مدرک لیسانس تاریخ از دانشگاه پنسیلوانیا فارغ التحصیل شد. او قبل از پیوستن به کلمبیا پیکچرز در سال ۱۹۸۹، کار خود را در کیدر پی‌با به عنوان یک تحلیلگر اوراق بهادار، متخصص در شرکت های رسانه و سرگرمی آغاز کرد.

## فیلم‌شناسی
- فرشتگان چارلی (۲۰۱۹)
- پسران بد ۳ (۲۰۲۰)
- جن‌گیر پاپ (۲۰۲۳)
- گرن توریسمو (۲۰۲۳)
- پسران بد ۴ (۲۰۲۴)